# Província del Kazakhstan Oriental
La província del Kazakhstan Oriental o de l'Est (kazakh: Шығыс Қазақстан облысы/Şığıs Qazaqstan oblısı/شىعىس قازاقستان وبلىسى (grafies cirílica, latina i àrab respectivament), rus: Восточно-Казахстанская область, transliterat com a Vostochno-Kazajstanskaya óblast) és una província del Kazakhstan. Ocupa la part més oriental del Kazakhstan, al llarg d'ambdós costats del riu Irtix i el llac Zaysan. La província limita amb la Federació Russa al nord i nord-est i la Xina (regió autònoma de Xinjiang) al sud i sud-est. També limita amb les províncies del Kazakhstan de la província de Pavlodar (al nord-oest), Província de Kharagandí (a l'oest) i província d'Almati (al sud).
La població de la província, que segons estimacions oficials de l'Agència d'Estadística del Kazakhstan era d'uns 1.466.000 habitants a l'1 de gener de 2003, va descendir a 1.417.000 habitants a començaments de 2008. D'ells, uns 320 000 viuen a la capital. L'àrea està habitada per molts russos i ucraïnesos, de fet la capital té més població d'aquests dos grups que de kazakhs.
El seu territori ocupa una superfície de 283 300 km², l'extensió pot ser comparada amb la de l'Equador.

## Naturalesa
La província ocupa una gran varietat de regions geogràfiques i climàtiques amb el Massís de l'Altai, a l'est i els marges orientals d'estepes kazakhs a l'oest de la província.

## Demografia

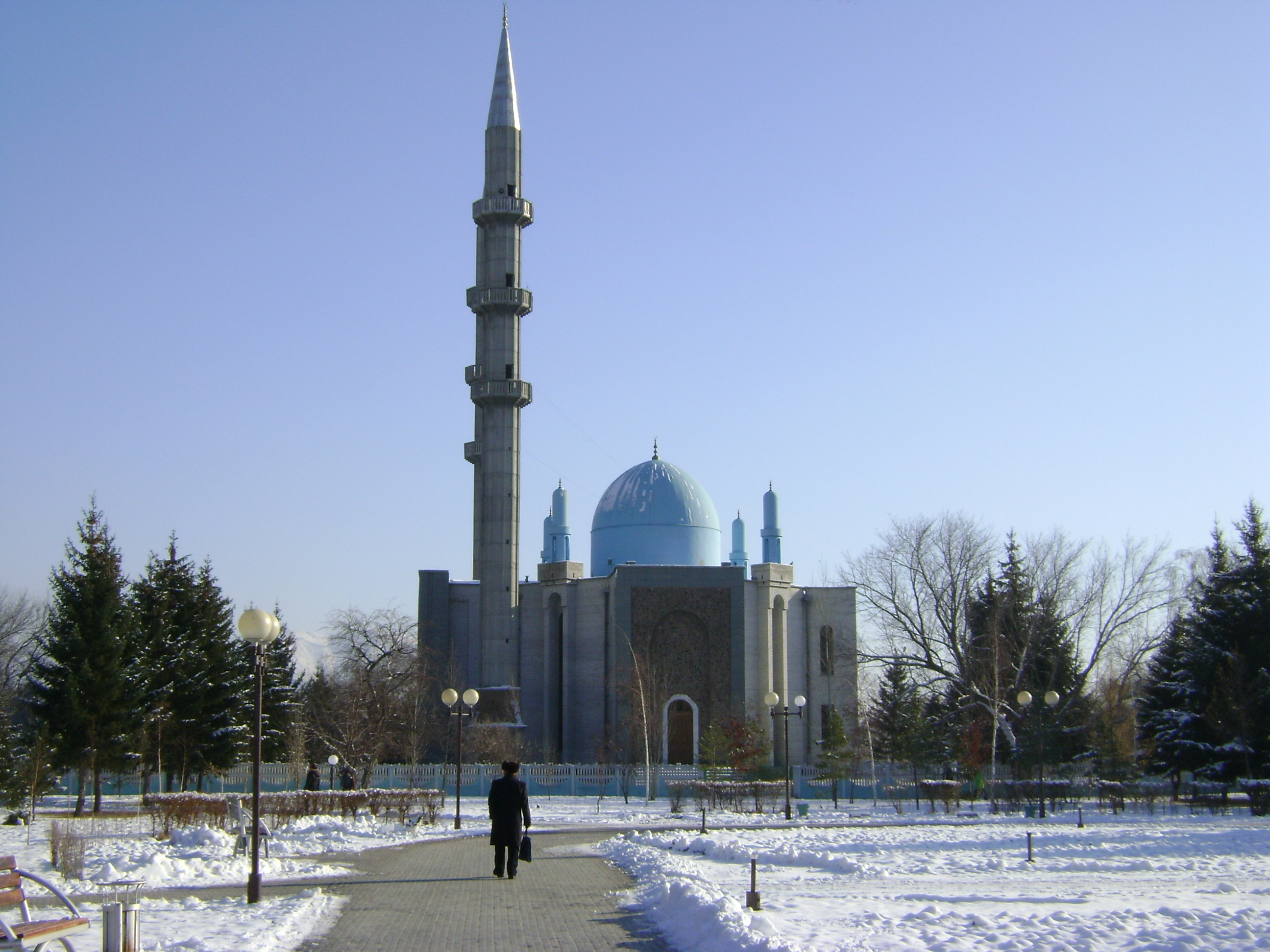
Mesquita a Oskemen

El 55% de la població és d'ètnia kazakh i el 41% és d'ètnia russa.

## Divisions administratives
La província es divideix administrativament en quinze districtes i les ciutats d'Oskemen (Ust-Kamenogorsk), Ayagoz, Kurchatov, Ridder, Semey (Semipalatinsk), i Zyryanovsk.
1. Districte d'Abay, amb el centre administratiu del poble de Karauyl;
2. Districte d'Ayagoz, la ciutat d'Ayagoz;
3. Districte de Beskaragay, el poble de Beskaragay;
4. Districte de Borodulikha, el poble de Borodulikha;
5. Districte de Glubokoye, l'assentament de Glubokoye;
6. Districte de Katonkaragay, el poble d'Ulken Narym;
7. Districte de Kokpekti, el poble de Kokpekti;
8. Districte de Kurshim, el poble de Kurshim;
9. Districte de Shemonaikha, La ciutat de Shemonaikha;
10. Districte de Tarbagatay, el poble d'Aksuat;
11. Districte d'Ulan, l'assentament de Molodyozhny;
12. Districte d'Urzhar, el poble d'Urzhar;
13. Districte de Zaysan, la ciutat de Zaysan;
14. Districte de Zharma, el poble de Kalbatau (Georgiyevka);
15. Districte de Zyryan, la ciutat de Zyryanovsk;

Les localitats d'Oskemen (Ust-Kamenogorsk), Ayagoz, Charsk (Shar), Kurchatov, Ridder, Semey (Semipalatinsk), Serebryansk, Shemonaikha, Zaysan, i Zyryanovsk tenen categoria de ciutat.